# 古代朝鮮語
古代朝鮮語（こだいちょうせんご、英: Old Korean、朝鮮語: 고대 한국어, 고대국어）は、記録された朝鮮語族の最初の段階であり、統一新羅時代（668–935）の言語に代表される。
古代朝鮮語の時代区分については論争が続いている。言語学者の中には、三国時代の未解明の言語を古代朝鮮語の変種として分類する者がいれば、新羅の言語だけを指すにとどめる者もいる。伝統的に、935年の新羅の滅亡までが、古代朝鮮語とされている。最近では韓国の言語学者たちによって、古代朝鮮語の時代を13世紀半ばまで延長することが主張されるようになったが、この新しい時代区分はまだ完全には受け入れられていない。この項目では、10世紀以前の新羅の言語に焦点を当てる。
古代朝鮮語は用例に乏しい。現存する唯一の文学作品は、郷歌と呼ばれる10数編の方言詩である。郷歌は郷札で書かれている。その他、石碑や木版に刻まれた碑文、仏典の解説書、漢文で書かれた作品の中の人名や地名の書き写しなどがある。古代朝鮮語の文字記録はすべて漢字に依存しており、朝鮮語の意味を表したり、音写したりするのに使われている。そのため、現存する古代朝鮮語の文章の音価は不明瞭である。
古代朝鮮語の特徴については、資料の少なさと質の低さから、現代の言語学者には「僅かな輪郭」しか見えないのが現状である。古代朝鮮語の音素は、中期朝鮮語よりも子音が少なく、母音が多かったようである。類型的には、中期・現代朝鮮語と同じようにSOV型の膠着語であった。しかし古代朝鮮語は、節の名詞化の存在や、動詞の語幹用法など、いくつかの類型的な特徴において、中期以降とは異なっていたと考えられている。
アルタイ諸語、特に日琉語族との類似が指摘されているが、古代朝鮮語と非朝鮮語族との系統関係は証明されていない。
また、朝鮮語族から再構される祖語は朝鮮祖語（ちょうせんそご、英: Proto-Koreanic）と呼ばれるが、これについても本項で扱う。朝鮮語族は比較的小さな語族である。現代にのこる変種の多様性は限られており、それらのほとんどは中期朝鮮語（15世紀）に遡るものとして扱われる。これは現代のほとんどの朝鮮語族の拡散は新羅による朝鮮半島の統一によるということを示す。中期朝鮮語の内的再構によってさらに古くに遡ることは可能であり、
これは古代朝鮮語の断片的な記録の文献学的研究によって補われてきた。

## 歴史・時代区分

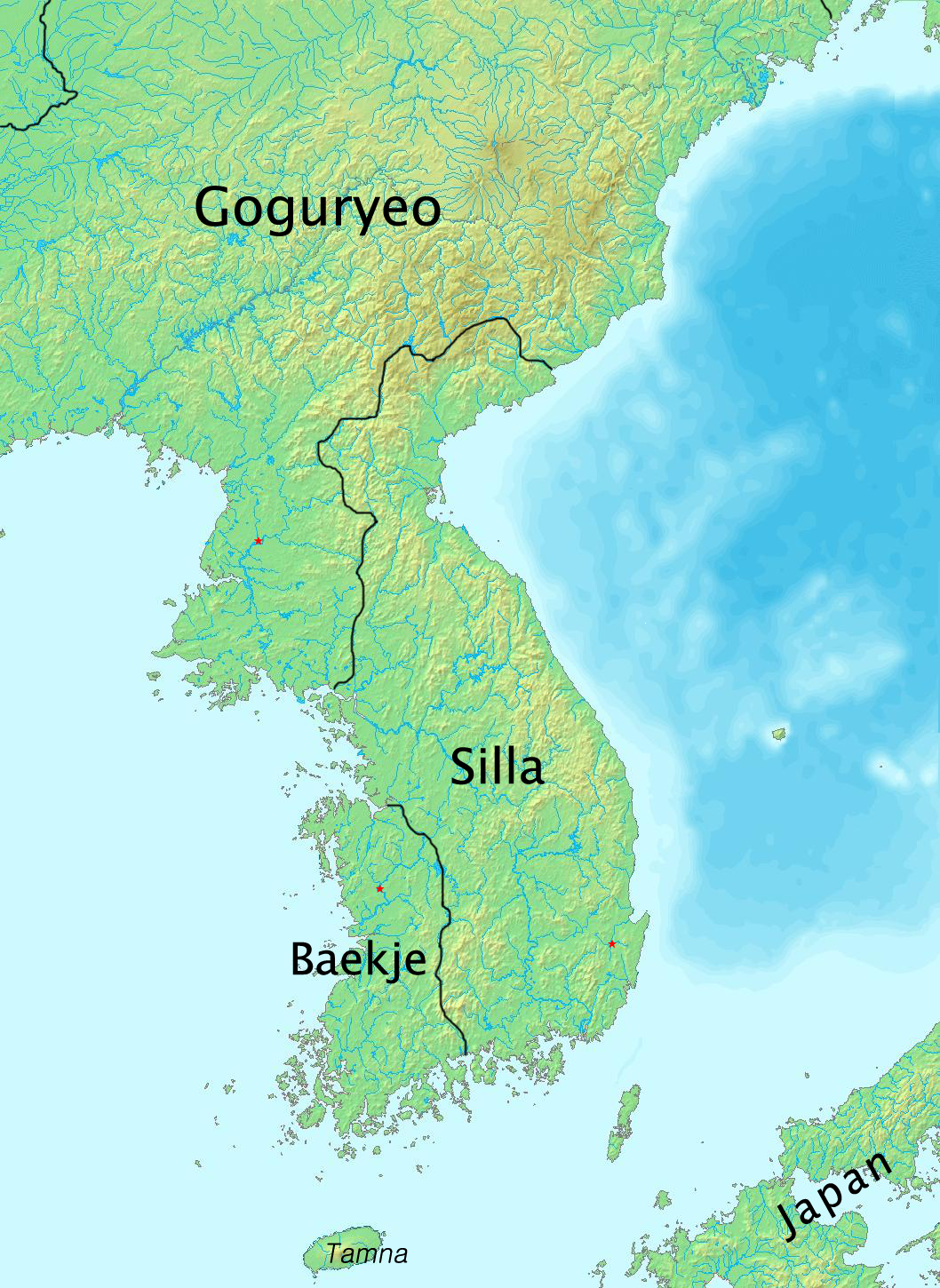
576年の朝鮮半島の三国

古代朝鮮語は、一般に新羅（紀元前57–936）の、特に統一時代（668–936）の、朝鮮語族の言語と定義される。
発見された最古の新羅碑文である441年か501年の漢文碑文にも、古代朝鮮語の意味論的影響が見られるかもしれない。朝鮮語の構文や形態素は、6世紀半ばから後半にかけての新羅の文書で初めて明確に文証され、統一時代にはそうした現地語の要素がより広範囲に使用されるようになる。
いわゆる朝鮮半島の三国（高句麗・百済・新羅）の中で新羅における文字の導入は最も遅かったと推測されるが、最初期の状況は詳らかでない。『梁書』「新羅伝」（7世紀初頭成立）には「文字無し」と伝えられるが、李基文は少なくとも国初には漢字の存在は知られていたであろうし、やがて高句麗と百済から漢字による表記を学んだであろうとする。
当初は三国の一つに過ぎなかった新羅は、6世紀に法興王と真興王の二人の君主のもとで台頭した。さらに1世紀にわたる争いの後、新羅の王たちは唐と同盟を結び、660年に百済、668年に高句麗を滅ぼし、朝鮮半島の南3分の2を自らの支配下に収めた。この政治的統合により、新羅の言語が半島の共通語となり、最終的に百済と高句麗の言語は消滅し、後者の言語は後の朝鮮語の方言の基層言語としてのみ残されることになった。このように、中期朝鮮語、ひいては現代朝鮮語は、新羅の古代朝鮮語の直接的な子孫である。
他の2つの王国の言語に関する資料はほとんど残っていないが、ほとんどの言語学者は、どちらも新羅の言語と関係があったという点で一致している。高句麗語や百済語を古代朝鮮語の変種として分類するか、関連はあるが独立した言語として分類するかは意見が分かれるところである。李基文とS・R・ラムゼイは2011年に、相互理解の証拠は不十分であり、言語学者は「3つの言語の断片を3つの別々のコーパスとして扱う」べきであると主張した。2000年、ラムゼイと李翊燮は、3つの言語がしばしば古代朝鮮語としてまとめられているが、「明らかな非類似性」あるとし、新羅語を「本当の意味での」古代朝鮮語と認定している。一方、南豊鉉やアレキサンダー・ボビンは、三国の言語を古代朝鮮語の地域方言として分類している。李丞宰などの他の言語学者は、高句麗の言語を除いて、新羅と百済の言語を古代朝鮮語としてグループ化する。Linguist Listは新羅を古代朝鮮語の同義語としているが、この用語が「3つの異なる言語を指すのによく使われる」ことを認めている。

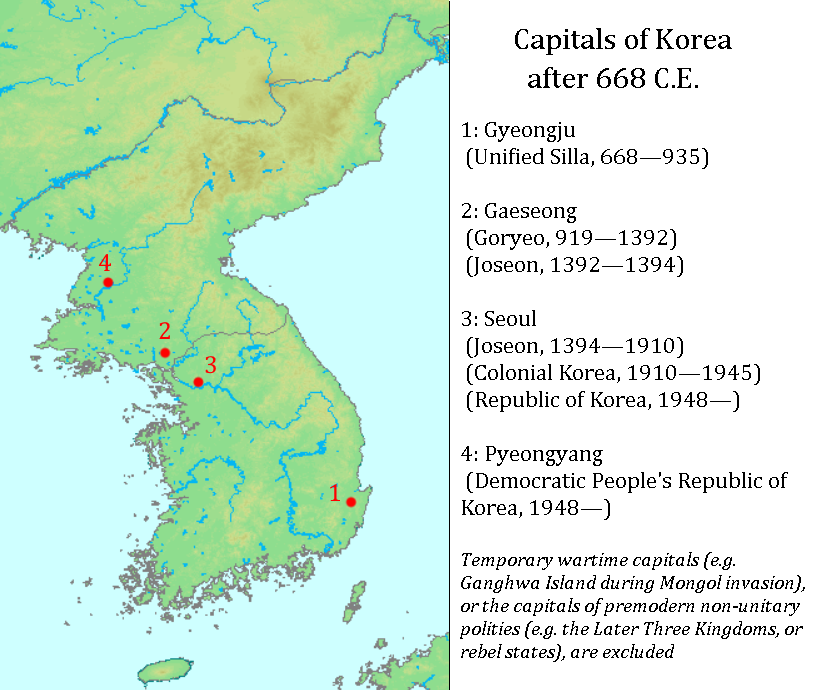
開城や、新羅の首都慶州を含む、朝鮮史上の首都

新羅は8世紀後半に長期的な衰退を開始した。10世紀初頭には、朝鮮半島は再び新羅と地方豪族が建てた二つの新しい王国の三つに分かれて争うようになった。高麗は935年に新羅の朝廷を降伏させ、翌年には朝鮮半島を統一している。以後、高麗の政治・文化の中心は、朝鮮半島の中央部に位置する高麗の都、開京（今の開城）となった。威信方言も、新羅の東南部の言語から、中央の開京の方言へと移行したのである。1970年代の李基文の研究により、古代朝鮮語の終わりは、この10世紀における政治的中心の変化と伝統的に結びつけられている。
2003年、韓国の言語学者である南豊鉉が、古代朝鮮語の年代を13世紀半ばまで延長することを提唱した。南豊鉉の主張は仏典の朝鮮語訳に重点を置いている。彼は新羅時代の文書と13世紀以前の注釈書の間に文法的な共通点を見出し、13世紀以降の注釈書と15世紀の中期朝鮮語の構造とを対比させた。このような13世紀の変化には、専用の条件法標識の発明、かつての名詞化接尾辞 -n と -l の修飾語機能への限定、名詞否定と動詞否定の区別の消滅、当然法を示す接尾辞 -ms の喪失などが含まれる。
南豊鉉の論文は、韓国の学界でますます影響力を持つようになった。2012年のレビューで、김유범は「最近の研究では、13世紀を（古代国語の）下限とする傾向がある。 （中略）高麗建国以前を古代国語とみなしてきた一般的な国語史の時代区分は、修正が必要であると考えられる。」と述べている。ボビンも12世紀の資料を“Late Old Korean”の例としている。 一方、李丞宰や황선엽などの言語学者は引き続き従来の時代区分を使っており、李基文 & ラムゼイ (2011:77–79) や2015年のWhitman (2015:421) など最近の主要な英語資料もそうなっている。

## 古代朝鮮語の資料

### 郷歌

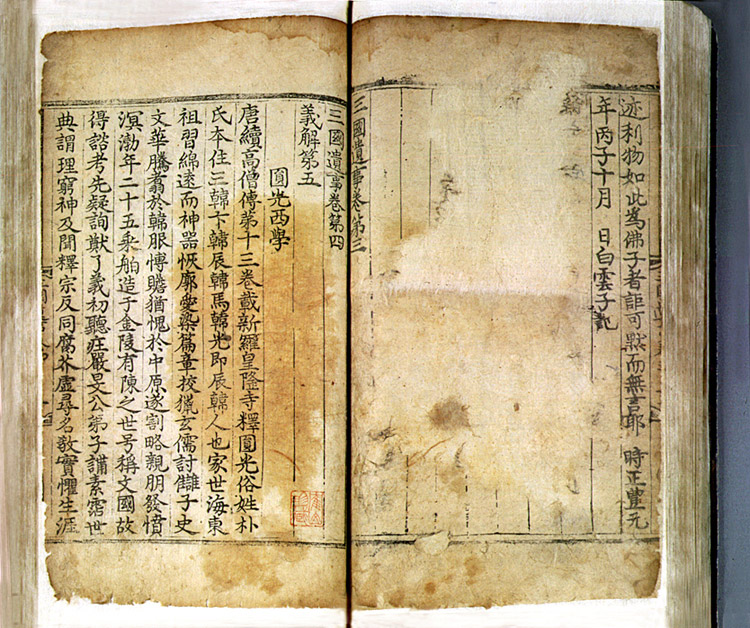
三国遺事には、現存する新羅郷歌のほとんどが含まれている。

新羅の朝鮮語文学は、現在では郷歌と呼ばれる地方の詩が残っているだけである。
新羅時代には郷歌が盛んであったようで、888年には勅命による作品集が出版された。その作品集は現在では失われ、25の作品が残っているだけである。そのうちの14編は、1280年代に一然が編纂した三国遺事に収録されており、詩の成り立ちを詳しく紹介する散文が添えられている。この紹介文は、600年から879年の間に書かれたものである。しかし、三国遺事の詩の大部分は8世紀に作られたものである。また、960年代に僧侶である均如が詠んだ11首の郷歌も、1075年に出版された均如の伝記に残されている。李基文とラムゼイは、均如の郷歌も「新羅の詩」であると考えているが、南豊鉉は、三国遺事の作品と均如の作品の間には文法的に大きな違いがあると主張している。
郷歌の作詞と、現在それらが収録されている文献の編纂の間には何世紀も経過しているため、テキストの破損が起こった可能性がある。一然が新羅時代のものとした詩の中には、高麗時代のものと思われるものもある。しかし、南豊鉉は、三国時代の詩の大部分は古代朝鮮語の資料として信頼できると考えている。なぜなら、一然は「非常に保守的な」方言を通じて仏典を学び、新羅語を十分に理解していたはずだからである。また、박용식のように、詩の中に13世紀の文法的な要素があることを指摘しながら、郷歌の全体的な枠組みは古代朝鮮語であることを認めている学者もいる。
李氏朝鮮の時代（1392–1910）には、もはや郷歌は読めなくなっていた。近代における古代朝鮮の詩の研究は、日本の植民地時代（1910–1945）に日本の学者によって始められ、小倉進平は1929年に25編の古代朝鮮の詩をすべて復元することに初めて成功した。韓国人学者による最古の復元は、1942年に楊楚東が行ったもので、小倉の誤りの多くを修正し、例えば「只」を *-k として正しく同定した。1980年の金完鎮の分析により、郷歌の書記法に関する多くの一般原則が確立された。1990年代以降、2010年代の南豊鉉のような郷歌の解釈は、新たに発見された高麗文書から得られた初期の朝鮮語の文法に関する新しい理解に基づいて行われている。
しかし、多くの詩はまだ十分に理解されておらず、また特に音韻論は明らかでない。このような資料の不透明さのために、初期の日本の研究者たちの頃から、中期朝鮮語の語彙を使って郷歌の復元を行うのが慣例となっており、一部の言語学者はいまだに、語彙以外の要素までも当てはめて分析をし続けている。

### 碑文
新羅の碑文にも古代朝鮮語の要素は記録されている。現存する最古の新羅碑文である浦項の441年または501年の石碑にも、現地語の影響を示唆する特異な中国語の語彙が見出される。しかし、これらの初期の碑文は、「漢文の構文を微妙に変えたものに過ぎない」。

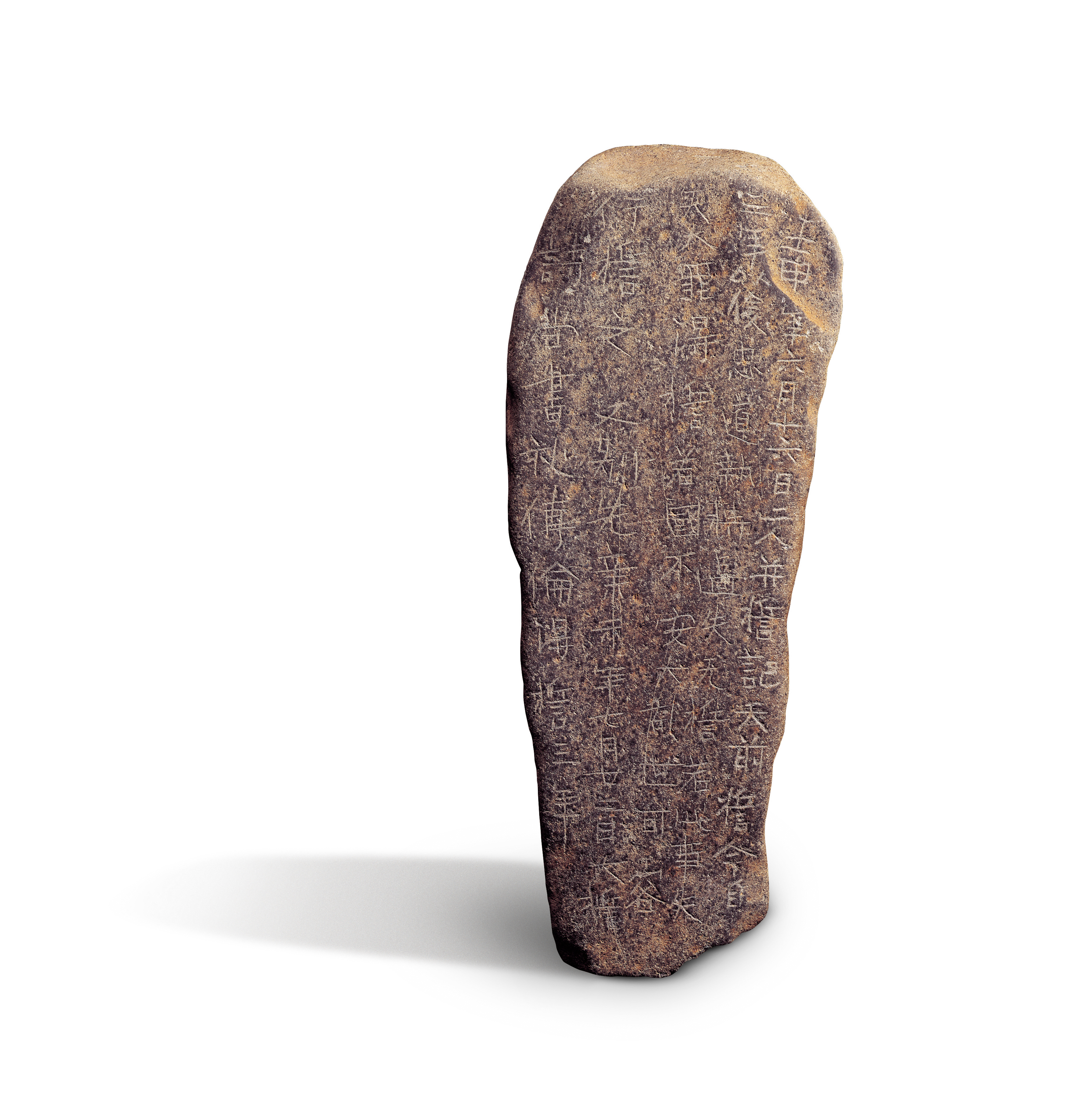
552年または612年の「壬申誓記石」は、古代朝鮮語の構文が使われている。

6世紀と7世紀の碑文には、漢字で朝鮮語を表現する方略がさらに発達している。いくつかの碑文では、付属語（機能語）を直接、意味的に相当する中国語で表現している。また、漢文の語彙のみを使用し、朝鮮語の構文に従ってそれらを完全に並べ替えたものもある。例えば、慶州の築城を記念した551年の石碑には、「築き始める」という言葉が、正しい漢文の「始作」ではなく、「作始」と書かれており、朝鮮語のSOV型の語順が反映されている。552年または612年に立てられた「壬申誓記石」もその一例である:
| 訳     | 三年間、詩経、書経、礼記、左伝を順に学ぶことを誓う。     |
| 原文   | 詩尙書禮傳倫得誓三年                                     |
| グロス | 詩経 - 書経 - 礼記 - 左伝 - 順に - 学ぶ - 誓う - 三 - 年 |
| 漢文   | 誓三年倫得詩尙書禮傳                                     |
| グロス | 誓う - 三 - 年 - 順に - 学ぶ - 詩経 - 書経 - 礼記 - 左伝 |

6世紀の碑文には、王の勅令や公共事業を祝う碑文、王族が蔚州に残した6世紀の石碑など、朝鮮語の構文を使って漢文の語彙を並べ、朝鮮語固有の付属語（機能語）を意味的に相当する中国語で表記したものが他にも見つかっている。統一新羅時代の碑文には、朝鮮語の文法に従って単語を並べたとしても、漢文の単語だけを使い続けているものがある。しかし、この時代の碑文の多くは、古代朝鮮語の形態素をより明確に表記し、中国語の意味と音韻に依存している。これらの統一時代の碑文は、仏像や寺の鐘、パゴダなど、仏教的な性格のものが多い。

### 木簡

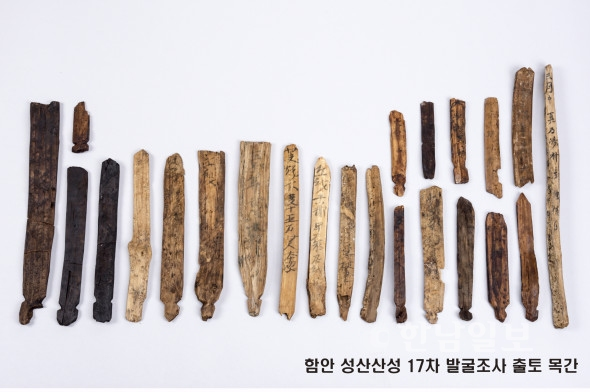
咸安郡の6世紀の木簡

古代朝鮮の書記は、木簡と呼ばれる竹や木でできた板に文字を書くことが多かった。2016年までに考古学者たちは647枚の木簡を発見し、そのうち431枚が新羅のものであった。木簡は、上流階級が中心である他の文書とは異なり、下級官僚が書いたものが多く、下級官僚の関心事が反映されているため、貴重な一次資料といえる。また、発見された資料の多くは商品目録であるため、数詞や類別詞、普通名詞など、他の資料では得られない情報も含まれている。
現代の木簡研究は、1975年に始まった。1990年代の赤外線画像の発達により、これまで解読できなかった多くの文章が読めるようになり、2004年にはこれまで発見された木簡の総合目録が出版された。以来、木簡は重要な一次資料として、研究者の間で積極的に活用されている。
木簡は大きく2種類に分類される。現存する板の多くは付札と呼ばれるもので、輸送中に商品に付けられたもので、商品に関する定量的な情報が記載されている。一方、文書木簡は、地方官による行政報告書である。新羅が他国を征服する以前には、長大な文書木簡がよく見られたが、統一時代の木簡は主に付札である。少数、2000年に発見された郷歌の断片や、竜王信仰にまつわる儀式文と思われるものなど、どちらのグループにも属さないテキストも存在する。
古代朝鮮語の最古の直接の文証は、2017年に李丞宰が初めて全文を解読した6世紀半ばの文書木簡である。この伝票は、村の長が高官に報告する内容を含んでおり、朝鮮語の構文に従って構成されている。また、古代朝鮮語の明らかな付属語（機能語）の4例（以下に太字で示す）と、いくつかの自立語（内容語）の可能性がある単語が含まれている。
| 木簡 No. 221 | 再構 (李丞宰2017) | グロス (李丞宰2017)                         | 訳 (李丞宰2017)          |
| ------------ | ----------------- | ------------------------------------------- | ------------------------ |
| 丨彡從在     | *tasəm 從-kje-n   | 五 急ぐ-(敬語)-(名詞化)                     | 五人は急ぐ予定だった     |
| 人此人鳴     | *人-i 人 鳴       | 人々-(接続詞) 人々 悲しむ                   | 人々は悲しみ、           |
| 不行遣乙白   | *不行-kje-n-ul 白 | (打消) 行く-(敬語)-(名詞化)-(対格) 報告する | 「行けません」と報告する |

### その他の文書資料
8世紀の漢訳仏典から古代朝鮮語の単語が発見された。日本の漢文訓読と同様に、古代朝鮮語の名詞の格標識 (en:Topic marker)、活用語尾、仮字（後述）などが記載されており、朝鮮語話者が漢文を自らの母語で読み上げるのに役立てられたと思われる。740年版の華厳経（現在は日本の東大寺に所蔵）に見られる、これら3つの用例は次のとおりである。
| 元の漢文     | 尒時精進慧菩薩白法慧菩薩言                     |
| グロス       | その 時 精進慧菩薩 尋ねる 法慧菩薩 言う        |
| 古代朝鮮の注 | 尒時精良進慧菩薩白法慧菩薩言                   |
| グロス       | その 時-(処格) 精進慧菩薩 尋ねる 法慧菩薩 言う |
| 訳           | その時、精進慧菩薩が法慧菩薩に尋ねた……         |

| 元の漢文     | 則爲不淨則爲可猒                                          |
| グロス       | すなわち である 不浄 すなわち である できる 嫌う          |
| 古代朝鮮の注 | 則爲不淨厼則爲可猒                                        |
| グロス       | すなわち である 不浄-(接続詞) すなわち である できる 嫌う |
| 訳           | 穢れたものであり、塵垢であり……                            |

| 元の漢文     | 无邊種種境界                                                      |
| グロス       | 無い 辺 種々の 境界                                               |
| 古代朝鮮の注 | 无邊種種叱境界                                                    |
| 注の意味     | 「種種」が、終声*-sが付く朝鮮語の固有語として読まれることを示す。 |
| 訳           | 無限のさまざまな境界……                                            |

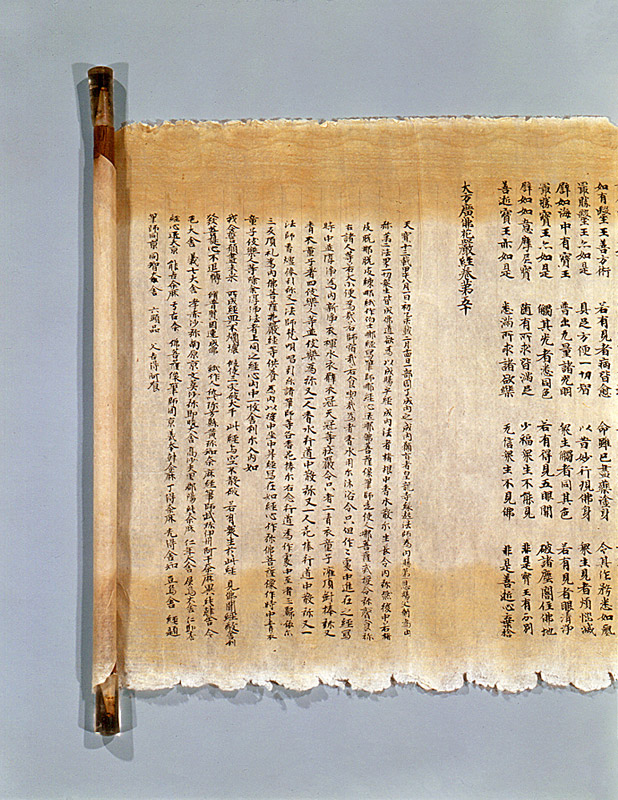
754–755の新羅版華厳経の巻物

東大寺では、755年あるいは695年、815年、875年の古代朝鮮語の要素を含む新羅の戸籍の一部も発見されている。
『三国史記』や『三国遺事』は漢文であるが、ある種の固有語については古代朝鮮語の語源が記されている。これらの語源の信頼性については、まだ論争がある。
朝鮮語以外の文書も古代朝鮮語に関する情報を提供している。7世紀の中国の歴史書である梁書の一節には、7つの新羅語が記されている。「要塞」を意味する言葉、「村」を意味する言葉2つ、そして衣服に関する言葉4つ。衣服に関する言葉のうち3つは中期朝鮮語の同義語があるが、他の4つの言葉は「解釈不能」のままである。8世紀の日本書紀にも、新羅語の一文が残されており、文脈からしか意味を推測できないが、明らかに何らかの誓いの言葉である。

### 固有名詞
『三国史記』、『三国遺事』、中国や日本の文献には、人名、地名、称号など、新羅の固有名詞が多く転写されている。これらは、漢字を音読字として古代朝鮮語の音素を転写したものと、漢字を訓仮字として古代朝鮮語の形態素を翻訳したものとの2つの形態で表記されることが多い。特に地名については、757年に勅令で標準化されたが、それ以前と以後の地名が資料には残っている。両者を比較することによって、言語学者は多くの古代朝鮮語の形態素を推測できる。
| 時点 | 地名   | 転写      |
| --- | ------ | --------- |
| 757年の標準化後 | 永同郡 | Yengtwong |
| 757年の標準化前 | 吉同郡 | Kiltwong  |
| 中期朝鮮語の길 kil- と関連した古代朝鮮語の形態素 *kil-「長い」は、かつては音仮字「吉」で表され、757年以降は読字「永」で表された。 |        |           |
| 757年の標準化後 | 密城郡 | Milseng   |
| 757年の標準化前 | 推火郡 | Chwuhwoa  |
| 中期朝鮮語の밀 mil- と関連した古代朝鮮語の形態素 *mil-「おす」は、かつては読字「推」で表され、757年以降は音仮字「密」で表された。 |        |           |

### 非文献資料
現代朝鮮語には、朝鮮漢字音と呼ばれる独自の漢字音がある。一部の朝鮮漢字音は上古中国語や古官話の体系を反映しているが、現代の言語学者の大多数は、朝鮮漢字音の大多数は唐の時代の中古中国語における長安の規範的方言を受け継いでいると考えている。
朝鮮漢字音は古代朝鮮語話者の中古中国語の音声の認識から生まれたため、朝鮮漢字音と中古中国語の比較から、古代朝鮮語の音韻的要素が推測されることがある。例えば、中古中国語、中期朝鮮語、現代朝鮮語では、無気音の硬口蓋破裂音 k と有気音の kʰ を音素的に区別している。しかし、中期朝鮮語ではどちらも k として規則的に反映される。このことは、古代朝鮮語には kʰ が存在しなかったことを示唆している。
古代朝鮮語の音韻論は、中期モンゴル語や上代日本語など、他の言語における古代朝鮮語の借用語を通じて考察することもできる。

## 表記

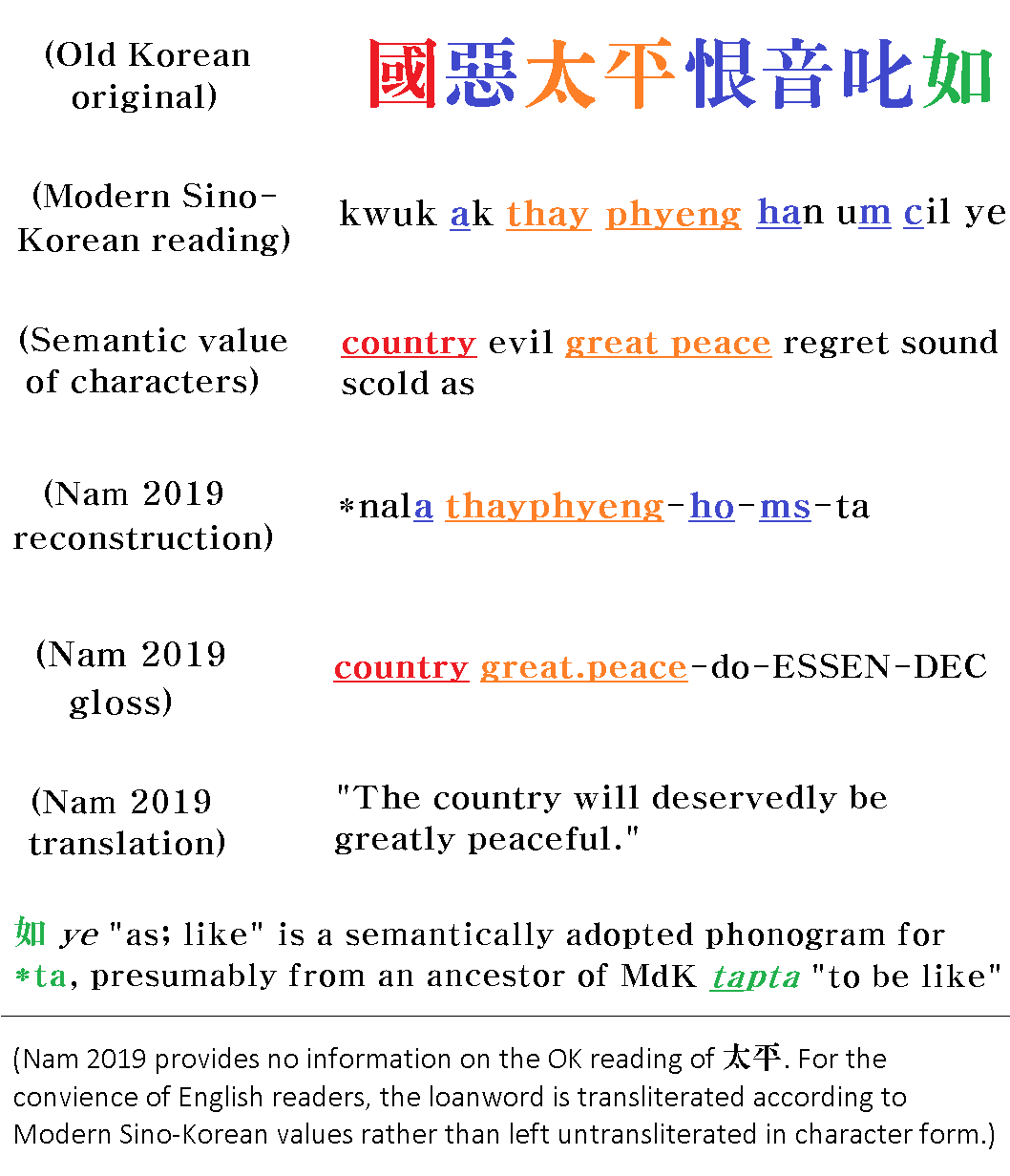
756年の郷歌「安民歌」 の10行目の分析。 橙が音読字、赤が訓読字、青が音仮字、緑が訓仮字を表す。

古代朝鮮語はすべて漢字で表記され、意味と音価の両方を表すために漢字を使用された。古代朝鮮語の要素を含む初期のテキストは、朝鮮語の構文に合うように並べ替えられた漢文の単語のみを使用し、固有の形態素を直接表現することはなかった。最終的に、朝鮮の書記は自分たちの言語を漢字で表記するために、以下の4つの方法を使用した。
- 音読字：漢文から借用された（あるいはそう認識された）すべての形態素に使用される。中国語での字義と音価の両方を保持する[103]。

- 訓読字：朝鮮語固有の形態素（あるいは借用語だがそう認識されたもの）を意味的に相当する漢字で表記したもの。中国語での字義のみを保持する[104]。

- 音仮字：朝鮮語固有の形態素（通常は機能語）を似た音の漢字で表記したもの。中国語での音価のみを保持する[105]。

- 訓仮字：朝鮮語固有の形態素に似た音の朝鮮語の単語の、意味的に相当する漢字で表記したもの[106]。中国語での字義も音価も保持しない。

ある文章のある文字がどの転写方法を用いているのか判別するのは難しいことが多い。 南豊鉉（2019）の解釈では、756年の郷歌「安民歌」の最終行には、図のように4つの転写すべてが含まれていることになる。
古代朝鮮語では、ほとんどの自立語（内容語）は訓読字で表記され、付属語（機能語）には音仮字が使用される。韓国の学会では、このような慣習を「訓主音従」と呼ぶ。例えば、8世紀の詩「献花歌」では、活用動詞「獻乎理音如（与える-(意思)-(未来時相)-(当然法)-(平叙文)）」が訓読字「獻」「与える」から始まり、3つの音仮字と最後の訓読字で法、相、当然法を表している。訓主音従は新羅の正書法を特徴づけるもので、百済の木簡にはないようである。
古代朝鮮語の文字のもう一つの傾向は「末音添記」と呼ばれるものである。既に読字で表されている朝鮮語の単語の最後の音節または末子音を表すために、仮字が使用される。Handelは、英語のfirstを1stと表すときの“-st”に似ている（1をfir-と読むわけではなく、1だけでfirst全体が既に表されている）と説明している。末音添記は単一の子音を表すことができるため、古代朝鮮語の表記はアルファベット的な特性を備えている。末音添記の例を以下に挙げる。
| 訳             | 古代朝鮮語 | 表語 | 表音 | 子音音価 | 現代朝鮮漢字音     | 中期朝鮮語の同根語 |
| -------------- | ---------- | ---- | ---- | -------- | ------------------ | ------------------ |
| 夜             | 夜音       | 夜   | 音   | *-m      | 야음 ya um         | 밤 pam             |
| 道             | 道尸       | 道   | 尸   | *-l      | 도시 two si        | 길 kil             |
| 要塞           | 城叱       | 城   | 叱   | *-s      | 성질 seng cil      | 잣 cas             |
| 千             | 千隱       | 千   | 隱   | *-n      | 천은 chen un       | 즈믄 cumun         |
| 唯一           | 唯只       | 唯   | 只   | *-k      | 유지 ywu ci        | 오직 wocik         |
| 六十（漢数詞） | 六十𢀳     | 六十 | 𢀳   | *-p      | 육십읍 ywuk sip up | 륙십 lywuksip      |
| 小川           | 川理       | 川   | 理   | 音節     | 천리 chen li       | 나리 nali          |
| 岩             | 岩乎       | 岩   | 乎   | 音節     | 암호 am hwo        | 바회 pahwoy        |

現代朝鮮漢字音が中古音を基としているのとと異なり、古代朝鮮語は上古音の発音を基本としている。例えば、古代朝鮮語の流音を表記するのに、中古音の声母jの文字が使われているが、これは声母 j が上古音の *l から変化したものであることを反映している。古代朝鮮語の表記では、「所」と「朔」は同じ母音を持つ。これは上古音ではどちらも *a を持つが、中古音では前者は二重母音 ɨʌ、後者は ʌ で異なる。
このような古めかしさもあって、最も一般的な古代朝鮮語の音素は、中期朝鮮語や朝鮮漢字音の音価と部分的にしか結びつかないものもある。李基文とラムゼイは、このような「問題のある音仮字」の代表的な例として、以下の6つを挙げている。
| 「問題のある音仮字」 | 古代朝鮮語 | 現代漢字音 | 中古音  | 上古音     | 説明 |
| -------------------- | ---------- | ---------- | ------- | ---------- | --- |
| 良                   | *a~e       | lyang      | ljang   | *[r]aŋ     | 木簡資料は*aを支持するが、代わりに*la~leと読まれた可能性もある。あるいは訓仮字かもしれない。 |
| 旀                   | *mye       | mye        | mjie    | *m-nə[r]   | 李基文とラムゼイは、中古音のmjieは8世紀までに二重母音を失っていたため、朝鮮語の読みは「特別に古い発音」を反映しているとして、この音仮字を問題視している。                                                         |
| 遣                   | *kwo       | kyen       | khjienX | *[k]ʰe[n]ʔ | 代わりに*kyeとか*kyenと読まれた可能性もあるが、*kwoの証拠は強力である。 |
| 尸                   | *-l        | si         | syij    | *l̥[ə]j     | 上古音の側面音声母を保存している。 |
| 叱                   | *-s        | cil        | N/A     | N/A        | “おそらく”「叱」の声母*s-を含む古い読みを保存している。もしくは中国語の「叱」 とは別の朝鮮語独自の漢字で、だとすれば「時 (si)」の簡略だろうか。また、中国仏教のサンスクリットの転写からの影響である可能性もある。 |
| 只                   | *ki / *-k  | ci         | N/A     | N/A        | 軟口蓋音を含む上古音を保存しているかもしれない。 |

また、新羅の書記は中国にはない独自の漢字を開発した。これらは、以下の例に見られるように、表語文字であったり、表音文字であったりする。
| 新羅の漢字 | 用法         | 起源                      |
| ---------- | ------------ | ------------------------- |
| 太         | 「豆」の意   | 「大」と「豆」の会意      |
| 椋         | 穀物倉庫の意 | 「木」と「京」の会意      |
| 丨         | *taを表す    | *taを表す訓仮字「如」の略 |
| 𢀳         | *-pを表す    | *-pを表す音仮字「邑」の略 |

朝鮮半島の漢字表記は、伝統的に吏読、口訣、郷札という3つの方式に大別される。最初の吏読は、主に翻訳に使われた。古朝鮮時代以降に完成したものでは、漢文を朝鮮語の構文に並べ替え、必要に応じて朝鮮語の付属語（機能語）を追加し、「高度に中国化した朝鮮語の形式的な文字」が生み出された。口訣は、漢文の理解を助けるために作られた朝鮮語の注である。 13世紀以前の釈読口訣は、朝鮮語で漢文を読むのに十分な情報を提供し、その後の順読口訣は、完全な翻訳には不十分なものである。最後に、郷札とは、漢文を参照せずに純粋に古代朝鮮語の文章を書くために使われる体形を指す。しかし、李基文とラムゼイは、古朝鮮時代には、吏読と郷札とは「意図は異なるが」「同じ音写方略」であったと指摘している。また、2011年に発表された서종학の韓国語の研究レビューによれば、現代韓国の言語学者のほとんどが、この3つは「同じ概念」であり、両者の主な違いは構造上の違いではなく目的であると考えている。

## 音韻
古代朝鮮語の音韻体系は「確実なもの」として確立されておらず、その研究は主に中期朝鮮語の音韻の要素をたどることに依存している。

### 子音

#### 中期朝鮮語時点での子音目録
参考のため、15世紀の中期朝鮮語の子音目録を載せる。
|                |            | 両唇音     | 歯茎音     | 歯茎音      | 軟口蓋音   | 声門音    |
| -------------- | ---------- | ---------- | ---------- | ----------- | ---------- | --------- |
| 鼻音           | 鼻音       | /m/ ㅁ m   | /n/ ㄴ n   | /n/ ㄴ n    | /ŋ/ ㆁ ng  |           |
| 破裂音と破擦音 | 平音       | /p/ ㅂ p   | /t/ ㄷ t   | /ts/ ㅈ c   | /k/ ㄱ k   |           |
| 破裂音と破擦音 | 激音       | /pʰ/ ㅍ ph | /tʰ/ ㅌ th | /tsʰ/ ㅊ ch | /kʰ/ ㅋ kh |           |
| 有声摩擦音     | 有声摩擦音 | /β/ ㅸ W   | /z/ ㅿ z   | /z/ ㅿ z    | /ɣ/ ㅇ G   |           |
| 無声摩擦音     |            |            | /s/ ㅅ s   | /s/ ㅅ s    |            | /h/ ㅎ h  |
| 無声摩擦音     | 咽頭化音   |            | /s͈/ ㅆ ss  | /s͈/ ㅆ ss   |            | /h͈/ ㆅ hh |
| 流音           | 流音       |            | /l~r/ ㄹ h | /l~r/ ㄹ h  |            |           |

中期朝鮮語の19の子音のうち、/ŋ/・/β/・/ɣ/の3つは語頭に現れない。終声には /p, t, k, m, n, ŋ, l, s, z/ の9つの子音だけが現れる。激音は終声では失われ、終声 /ts/ は /s/ と合流していた。/β/・/ɣ/・/h/ および咽頭化音は終声では現れない。終声 /z/ は語中で後ろに母音が続く場合のみに保存され、それ以外は /s/ に合流していた。
中期朝鮮語の子音連結が、現代朝鮮語の濃音になった。

#### 朝鮮祖語の子音目録
現代諸方言と比べて比較的単純な子音目録が明らかになっている。
|          | 両唇音 | 歯茎音 | 硬口蓋音 | 軟口蓋音 | 声門音 |
| -------- | ------ | ------ | -------- | -------- | ------ |
| 鼻音     | *m     | *n     |          | *ŋ       |        |
| 破裂音   | *p     | *t     | *ts      | *k       |        |
| 摩擦音   |        | *s     |          |          | *h     |
| はじき音 |        | *r     |          |          |        |
| 接近音   |        |        | *j       |          |        |

#### 子音連続の起源
中期朝鮮語は、初声に3個までの子音連続、終声に2個までの子音連続、三重母音を許容する複雑な音節構造を持っていた。しかし、複雑な構造を持つ音節の多くは、以下に見られるように、複数の音節が合併して生じたものである。
| 文証と記録言語                      | 訳   | 前中期朝鮮語 | 再構         | 15世紀の形態          |
| ----------------------------------- | ---- | ------------ | ------------ | --------------------- |
| 郷歌                                | 昔   | 舊理         | *niäri       | 녜 nyey               |
| 体                                  | 身萬 | *muma        | 몸 mwom      |                       |
| 前期中期朝鮮語の朝鮮語転写          | 狼毒 | 五得浮得     | *wotwokputuk | 오독ᄠᅩ기 wotwokptwoki |
| 宋 (王朝)による前期中期朝鮮語の転写 | 土   | 轄希         | *holki       | ᄒᆞᆰ holk               |
| 日                                  | 捻宰 | *nacay       | 낮 nac       |                       |
| 日本語や朝鮮語による百済語の転写    | 前   | アリヒシ     | *arIpIsI     | 앒 alph               |
| 日本語や朝鮮語による百済語の転写    | 石   | 珍惡         | *tərak       | 돓 twolh              |
| 日本語や朝鮮語による百済語の転写    | 帯   | シトロ       | *sItOrO      | ᄯᅴ stuy               |

上声を持つ中期朝鮮語の閉音節は、元々は二音節のCVCVだったものの最後のVが落ちたものを反映しており、一部の言語学者は、古代朝鮮語またはその前身は日本語のようなCV音節構造を持ち、後に母音が脱落して子音連結や終声がすべて形成されたと提案している。しかし、朝鮮語の最も古い記録、特に末音添記の正書法には、音節末子音が存在したことを示す強い証拠がある。
一方、中期朝鮮語の子音連続は古代朝鮮語には存在せず、12世紀以降、間の母音が脱落して形成されたと考えられている。このように古代朝鮮語は中期朝鮮語よりも単純な音節構造を持っていた。

#### 鼻音
朝鮮漢字音の証拠によれば、古代朝鮮語と中期朝鮮語の鼻音に大きな違いはないようである。
中古中国語の声母 ŋ は、朝鮮漢字音ではゼロ声母に対応するが、中国語と韓国語の古代朝鮮語の転写では、声母 ŋ を持つ文字は体系的に避けられている。このように、中古中国語の ŋ に対する音素配列論的な制約は、古代朝鮮語にも当てはまると思われる。
『三国史記』では、同じ固有名詞の同じ音節で、鼻音声母と流音声母の字が置き換わってに表記されていることがある。このことは、古代朝鮮語には、ある状況下で鼻音と流音が交替する連音があった可能性を示唆している。

#### 有気音の起源
中期朝鮮語の有気音は *h や *k を含む子音連結が融合して形成されたもので、このような子音連結は母音の脱落によるものである。有気音が古代朝鮮語でどの程度成立していたかに関しては意見が分かれている。
中古中国語では、有気音（次清音）と無気音（全清音）の弁別があった。このことは、朝鮮漢字音ではやや不規則に写映されている。
| 中古中国語 の音素 | 中期朝鮮漢字音 での写映 | 写映の数 | 割合  |
| ----------------- | ----------------------- | -------- | ----- |
| *kʰ               | /k/                     | 164      | 88.6% |
| *kʰ               | /kʰ/                    | 1        | 0.5%  |
| *kʰ               | 他                      | 20       | 10.8% |
| *pʰ               | /pʰ/                    | 34       | 52.3% |
| *pʰ               | /p/                     | 31       | 47.7% |
| *tʰ               | /tʰ/                    | 70       | 73.6% |
| *tʰ               | /t/                     | 25       | 26.4% |
| *tsʰ              | /tsʰ/                   | 81       | 76.4% |
| *tsʰ              | /ts/                    | 23       | 21.7% |
| *tsʰ              | 他                      | 2        | 1.9%  |

このように中古中国語の有気音の写映形がまちまちであることから、まず *tsʰ と *tʰ が生まれ、次に *pʰ、最後に *kʰ が生まれたと考えられる 。*kʰ は、朝鮮漢字音成立時にはなかったとされることが多い。
新羅の書記が有気音の声母を使うことはまれであった。その際、有気音を無気音に置き換えることが多かった。例えば、757年に行われた地名の標準化では、有気音を無気音に変えたり、その逆があった。このことは、古代朝鮮語には有気音は存在しなかったか、異音としてのみ存在していた可能性を示唆している。一方、李基文とラムゼイは、新羅の正書法から、少なくとも有気歯茎音が音素として存在したと主張している。
一方、南豊鉉は、古代朝鮮語には *kʰ と *tsʰ はあったが、*pʰ と *tʰ はなかったと考えており、その機能負担量は「極めて低い」としている。

#### 中期朝鮮語のhの起源
中古中国語で声母 k を持つ字の中には、朝鮮漢字音では/h/として反映されるものがある。逆に中古中国語の声母 ɣ~ɦ は通常朝鮮漢字音の /h/ として借用されるが、/k/ となる例もある。これは、同じ声符を持つが実際には中古中国語で異なる声母を持つ字に対し、誤って同じ頭子音を割り当てたためと思われる。一方、このことは中期朝鮮語 /h/ が軟口蓋音に由来することを反映している可能性もある。韓国の学者はしばしば、古代朝鮮語の無声軟口蓋摩擦音 *x を中期朝鮮語の /h/ の祖形として提唱している。
正書法の変化は新羅の書記は中古中国語の声母 k と ɣ~ɦ を区別していなかったとも示唆するが、マーク・ミヤケは懐疑的である。一方、中期朝鮮語のいくつかの異形態は /h/ と /k/ の間で交替する。言語学者の魏国峰は、古代朝鮮語の音素 *k と *h の分布は重なっていて、*x のような異音は両方の音素に共有されていたことを示唆しているとした。また、アレキサンダー・ボビンは、内的再構により、初期の朝鮮語の母音間の *k は、中期朝鮮語の /h/ に子音弱化したと主張している。

#### 摩擦音の起源
後期中期朝鮮語には有声摩擦音 /β/ 〈ㅸ〉・/z/ 〈ㅿ〉・/ɦ/ 〈ㅇ〉 がある。これらは限られた環境にのみ現れ、それぞれ /p/・/s/・/k/ の子音弱化から生じたと考えられている。これらの摩擦音はほとんどの現代方言で失われているが、東南方言と（六鎮方言を含む）東北方言では /p/, /s/, /k/ をこれらの単語で保存している。

#### 歯擦音
統一新羅以前の朝鮮語固有名詞の転写において、中国語の歯擦音の破擦音と摩擦音は入れ替え可能である。これは、古代朝鮮語には中期朝鮮語のような /ts/ と /s/ の区別がないためと解釈されている。しかし、郷歌では、破擦音と摩擦音は一貫して区別されており、中国語の両者の弁別は朝鮮漢字音の音韻に忠実に残されている。このように、韓国人は8世紀までに /ts/ と /s/ を明確に区別しており、マーク・ミヤケは、朝鮮語に破擦音と摩擦音が区別されない段階があったという考えには疑問を投げかけている。

#### 流音
中期朝鮮語では、[l] と [ɾ] の異音を持つ1つの流音のみが存在した。しかし、古代朝鮮語では、2つの独立した流音があった。古代朝鮮語の正書法では、一つ目は音仮字「尸」で表され、上古中国語の音価は *l̥[ə]j であり、二つ目は音仮名「乙」で表され、上古中国語の音価は *qrət であった。このような正書法上の違いの他に、/l/ で終わる中期朝鮮語の動詞の語幹の音調の振る舞いからも、流音の区別が示唆される。
李基文は「尸」が /r/ を表し、「乙」が /l/ を表すと主張しているが、アレキサンダー・ボビンによれば、「受け入れられない」「直感に反する」。特に両文字の上古中国語の発音が復元されていることから、代わりに「尸」が l を表し、「乙」がR音を表していると提案した。ラムゼイや南豊鉉はこの説に同意している。
子音 *r が固有語の語頭に現れないのは「アルタイ諸語」に共有されている類型論的特徴である。全てではないが、いくつかの /l/ 〈ㄹ〉 は /t/ の弱化によって出現したと考えられている。

### 母音
後期中期朝鮮語は7母音であった。中期モンゴル語からの借用語と『鶏林類事』の音写に基づいて、李基文は13世紀から15世紀の間に連鎖推移によってこれらのうち五つの母音をもたらした朝鮮語母音推移（英: Korean Vowel Shift）を主張したが、母音推移の原則と異なること、文献学的な根拠に問題があること、中期モンゴル語の音韻論に誤解があることが指摘される。
朝鮮漢字音に基づいた分析はより保守的な体系である。
|          | 前母音           | 中母音           | 後母音            |
| -------- | ---------------- | ---------------- | ----------------- |
| 狭母音   | *i > /i/ 〈ㅣ〉i | *ɨ > /ɨ/ 〈ㅡ〉u | *u > /u/ 〈ㅜ〉wu |
| 中央母音 | *ɛ > /ə/ 〈ㅓ〉e | *ə > /ʌ/ 〈ㆍ〉o | *o > /o/ 〈ㅗ〉wo |
| 広母音   |                  | *a > /a/ 〈ㅏ〉a |                   |

後期中期朝鮮語では〈ㅡ〉と〈ㆍ〉の分布は制限されており、アクセントのない *ɨ と *ə が語中で消失を経験したことを示唆している。また、アクセントのある語頭で、または *j に続くときに、*ɛ に合流している場合もある。
一部の研究者は出現の頻度が高いことと舌根調和による分析に基づき、後期中期朝鮮語の〈ㅕ〉ye /jə/ が朝鮮祖語の第八の母音を反映しており、*e として再構できると考えている。ミヤケも *e > ye /jə/ に対する朝鮮漢字音の証拠を挙げている。
中期朝鮮語のソウル方言には〈ᆢ〉yo や〈ᆜ〉yu が無かったが、訓民正音解例は一部の方言には残っているとする。実際に済州語に残っており、朝鮮語との同根語は、中期朝鮮語において yo が ye に合流したことを示す。これによって古代朝鮮語 yo *jə を再構できる。しかし上層言語の圧力によって、済州語の yo の多くが ye に変化している。このような場合にも、東南方言は語頭で yo が ya に変化した（ただし、これもしばしば上層言語の影響で元に戻っている）ため、これと比較して yo *jə を再構できる場合がある。
| 中期朝鮮語   | 済州語        | 東南方言    |
| ------------ | ------------- | ----------- |
| 여슷〮 yesus   | ᄋᆢᄉᆞᆺ yosos    | 야섯 yases  |
| 녚 nyeph     | ᄋᆢᇁ yoph       | 얖 yaph     |
| 여라〮 yela    | ᄋᆢ라 yola     |             |
| 여ᅀᆞ yezo    | 여시 yesi     | 야시 yasi   |
| 염〮쇼〮 yemsywo | 염쉐 yemswuey | 얌소 yamswo |

yu については現代の方言に残っていないため、明らかでない。yu を持つ方言は多くあるが、これは明らかに ye から二次的に（そして多くの場合非音素的に）変化したものである。また、古代朝鮮語やその子孫が yi を持っていたという証拠はない。

### 韻律論
15世紀の中期朝鮮語は声調言語またはピッチ言語であり、ハングルに声点を差すことで、低調（無印、平声、L）・上昇調（二点、上声）・高調（一点、去声、H）という三つの音高の対立を表記していた。上昇音は2音節でLHになるもの、またはそれが縮約したものと分析されている。最初の高調の後の音高は弁別的ではないため、中期朝鮮語は声調言語ではなくピッチアクセント言語であったと考えられている。
中古中国語もまた声調言語であり、平声、上昇、去声、入声の4つの調を持つ。15世紀の朝鮮漢字音の声調は、部分的に中古中国語の声調に対応している。中国語の音節のうち、平声のものは中期朝鮮語ではLで、上声と去声のものはLH、入声のものはHになる。これらの対応から、古代朝鮮語には中古中国語と一致する何らかの超分節があり、おそらく中期朝鮮語のものと同様の声調体系があったと考えられる。新羅仏典の音韻注によれば、8世紀の時点で、朝鮮漢字音には3つの声調があり、上声と去声を区別することができなかったとされている。
一方、李基文とラムゼイなどの言語学者は、古代朝鮮語はもともと中期朝鮮語よりも単純な韻律であり、中国語などの影響により朝鮮語に声調が形成された主張している。古代朝鮮語にはもともと声調がなかったという仮説は、中期朝鮮語の名詞のほとんどが声調パターンに合致していること、古代朝鮮語の固有名詞を平声で書き写す傾向があること、日本の『日本書紀』が朝鮮語の固有名詞にアクセント記号をつけていることから、古代朝鮮人は中国語の四声のうち入声だけを区別していたと考えられることが根拠になっている。
祖語のアクセントは恐らく動詞に関して弁別的ではなかった。名詞に関しては存在した可能性があり、最終音節におくことを好んだ。

## 文法
動詞の活用語尾、敬語法における尊敬法や謙譲法などが断片的に理解される。
現代朝鮮語では、動詞は一つもしくはそれ以上の屈折接辞を伴わないと出現できない拘束形態素であるが、対照的に、古代朝鮮語の動詞は単独、とくに典型的に不活用である語根を前部要素とする動詞―動詞の複合語でも使われることができた。
朝鮮語は少数の名詞後置の助詞を格や他の関係を示すために用いる。現代の主格の接尾辞 -i は早い時代の能格の標識 *-i に由来する。
| 字 | 機能                 | 推定系 | 中世語（イェール式転写） | 中世語（音韻表記） |
| -- | -------------------- | ------ | ------------------------ | ------------------ |
| 是 | 主格                 | i      | i                        | /i/                |
| 呼 | 属格（等）           | s      | s                        | /s/                |
| 乙 | 対格                 | ul     | ul                       | /ɨl/               |
| 肹 | 対格                 | hul ?  | hul ?                    | /hɨl/              |
| 隠 | 主題                 | un     | un                       | /ɨn/               |
| 焉 | 主題                 | on     | on                       | /ʌn/               |
| 沙 | 強調                 | sa     | za                       | /za/               |
| 尸 | 未実現連体形         | lx ?   | lx                       | /lʔ/               |
| 遣 | 接続語尾             | ?      | -                        | -                  |
| 古 | 接続語尾、疑問法語尾 | kwo    | kwo                      | /ko/               |
| 音 | 主格                 | m      | (o/u)m                   | /(ʌ/ɨ)m/           |
| 音 | 持続態（金完鎮）     | m      | -                        | -                  |
| 乎 | 意図法               | wo     | wo/wu                    | /o/u/              |
| 賜 | 尊敬                 | si     | (o/u)i                   | /(ʌ/ɨ)si/          |
| 白 | 謙譲                 | solp ? | zoW                      | /zʌβ/              |
| 内 | 現在                 | no ?   | no                       | /nʌ/               |
| 理 | 未実現               | li     | li                       | /ri/               |
| 去 | 過去（完了）         | ke     | ke                       | /kə/               |
| 如 | 終止形語尾（等）     | ta     | ta                       | /ta/               |
| 只 | （用言）強調         | k ?    | k                        | /k/                |

## 語彙
古代朝鮮語の代名詞は、対応する中国語の代名詞の漢字で表記されるため、これらの発音を中期朝鮮語をもとにして推測しなければならない。分かっている人称代名詞は*na「わたし」、*uri「わたしたち」、*ne「あなた」である。

### 数詞
郷歌には、「一」「二」「千」の3つの数詞が記録されている。この3つの数詞はすべて『禱千手観音歌』に記載されており、一については『祭亡妹歌』にも同じ形で記載されている。『処容歌』では「二」にやや異なる形が用いられているが、新羅語のものである可能性は低い。李丞宰 (2017) で論じられた木簡のデータは、十の倍数は漢数詞で呼ばれたが、一桁の数には固有数詞が使われた可能性を示唆している。李丞宰の木簡の研究からは、後者のうち「一」「三」「四」「五」の4つについて新羅語の単語が得られている。古代朝鮮の数詞の表記は、郷歌と木簡の両方で、新羅の典型的な訓主音従の原則が顕著である。
古代朝鮮語の一桁の数字を、相当する15世紀と現代の朝鮮語とともに以下に示す。また、動物の年齢を表す現代朝鮮語の単語については、李丞宰が古代朝鮮語の形態に近いと判断したものを掲載した。
| 意味 | 新羅語               | 再構   | 再構    | 中期朝鮮語（15世紀） | 現代朝鮮語 | 動物の年齢を表す現代朝鮮語 |
| ---- | -------------------- | ------ | ------- | -------------------- | ---------- | -------------------------- |
| 一   | 一等（郷歌）         | *hədən | *hədən  | ᄒᆞ낳 honah           | 하나 hana  | 하릅 halup                 |
| 一   | 一𢀳（木簡）         | *gadəp |         | ᄒᆞ낳 honah           | 하나 hana  | 하릅 halup                 |
| 二   | 二尸（禱千手観音歌） | *tubər | *twuɣul | 둟 twulh             | 둘 twul    | 이듭 itup                  |
| 二   | 二肹（処容歌）       | *tubər | *twuɣur | 둟 twulh             | 둘 twul    | 이듭 itup                  |
| 三   | 三𢀳                 | *sadəp | *sadəp  | 셓 seyh              | 셋 seys    | 사릅 salup                 |
| 四   | 四刂                 | *neri  | *neri   | 넿 neyh              | 넷 neys    | 나릅 nalup                 |
| 五   | 丨彡                 | *tasəm | *tasəm  | 다ᄉᆞᆺ tasos           | 다섯 tases | 다습 tasup                 |
| 五   | 丨沙𢀳               | *tasap | *tasap  | 다ᄉᆞᆺ tasos           | 다섯 tases | 다습 tasup                 |

朝鮮祖語は以下のように得られる。
|    | 朝鮮祖語          | 鶏林類事 | 鶏林類事   | 後期中期朝鮮語 | 現代朝鮮語 | 済州語  |
| -- | ----------------- | -------- | ---------- | -------------- | ---------- | ------- |
| 1  | *hət(V)- / *hətan | 河屯     | [ɣa-dun]   | [hʌnáh]        | [hana]     | [hʌna]  |
| 2  | *tupɨr            | 途孛     | [du-buaj]  | [tǔlh]         | [tul]      | [tul]   |
| 3  | *se- / *seki      | 洒       | [ʂaj]      | [sə̌jh]         | [set]      | [swis]  |
| 4  | *ne / *neki       | 迺       | [naj]      | [nə̌jh]         | [net]      | [nuis]  |
| 5  | *tasə             | 打戍     | [da(ŋ)-ʂy] | [tasʌ́s]        | [tasʌt]    | [tasʌs] |
| 6  | *jəsəs            | 逸戍     | [jit-ʂy]   | [jəsɨ́s]        | [jʌsʌt]    | [jəsəs] |
| 7  | *nirkup           | 一急     | [ʔjit-kip] | [nilkúp]       | [ilgop]    | [ilkop] |
| 8  | *jətərp           | 逸答     | [jit-tap]  | [jətɨ́lp]       | [jʌdʌl]    | [jʌtʌp] |
| 9  | *ahop             | 鴉好     | [ʔja-xaw]  | [ahóp]         | [ahop]     | [aop]   |
| 10 | *jer              | 噎       | [ʔjiat]    | [jə́lh]         | [jʌl]      | [jəl]   |

## 例文
『献花歌』は、8世紀初めの4行の郷歌で、三国遺事に残されている。三国遺事の物語は次のようなものである。ある時、地方官の美しい妻の水路夫人が、千丈の高さの崖の上にツツジが咲いているのに出くわした。水路は側近にツツジを採ってきてくれないかと頼んだが、誰も採ってきてくれない。しかし、その言葉を聞いて、崖のそばで牛を引いていた老人が、「献花歌」を詠んで花を贈ってくれた。
南豊鉉は、歌の長さが短く、文脈が明確であり、訓主音従の表記が一貫しているため、この歌を「比較的解釈しやすい歌」だとしている。ここでは、2010年に発表された南豊鉉の研究成果（南 (2012b) ではNicolas Tranterが一部英訳）をもとに、『献花歌』の解読を行った。南豊鉉の解読では、古代朝鮮語の文法を再現しているが、古代朝鮮語の形態素には中期朝鮮語の音価を用いている。太字は音読字・音仮字である
| 古代朝鮮語原文                                                          | 現代朝鮮漢字音 | 南豊鉉2010による再構                                                               |
| ----------------------------------------------------------------------- | --- | ---------------------------------------------------------------------------------- |
| 紫布岩乎邊希 執音乎手母牛放敎遣 吾肸不喩慚肸伊賜等 花肸折叱可獻乎理音如 | ca pho am ho pyen huy cip um ho su mo wu pang kyo kyen o hil pwul ywu cham hil i sa tung hoa hil cel cil ka hen ho li um ye | ᄃᆞᆯ뵈 바희 ᄀᆞᆺᄋᆡ 잡ᄋᆞᆷ 혼 손 암쇼 놓이시고 나ᄅᆞᆯ 안디 븟그리ᄉᆞᆫ ᄃᆞᆫ 곶ᄋᆞᆯ 것거 받오림ㅅ다 |

| ラテン文字転写 | グロス | 訳 |
| --- | --- | --- |
| tolpwoy pahuy kos-oy cap-om [ho]-n swon amsywo nwoh-kisi-kwo na-lol anti puskuli-so-n to-n kwoc-ol kesk-e pat-wo-li-ms-ta | 紫 岩 辺-(処格) 持つ-(進行相) いる-(名詞化) 手 牛-(対格) 放す-(敬語)-(接続) 私-(対格) (否定) 恥ずかしい-(敬語)-(名詞化) 事実-(主題) 花-(対格) 折る-(副詞) 与える-(意思)-(未来時相)-(当然法)-(平叙文) | （ツツジに覆われて）紫色の岩のそばで （あなたの美しさが私をして）つかんでいた手が雌牛を放すようになさって 私のことを恥ずかしく思われない、まさにそうであるなら、 花を摘んで必ず捧げます。 |